# Michael Fleischhacker

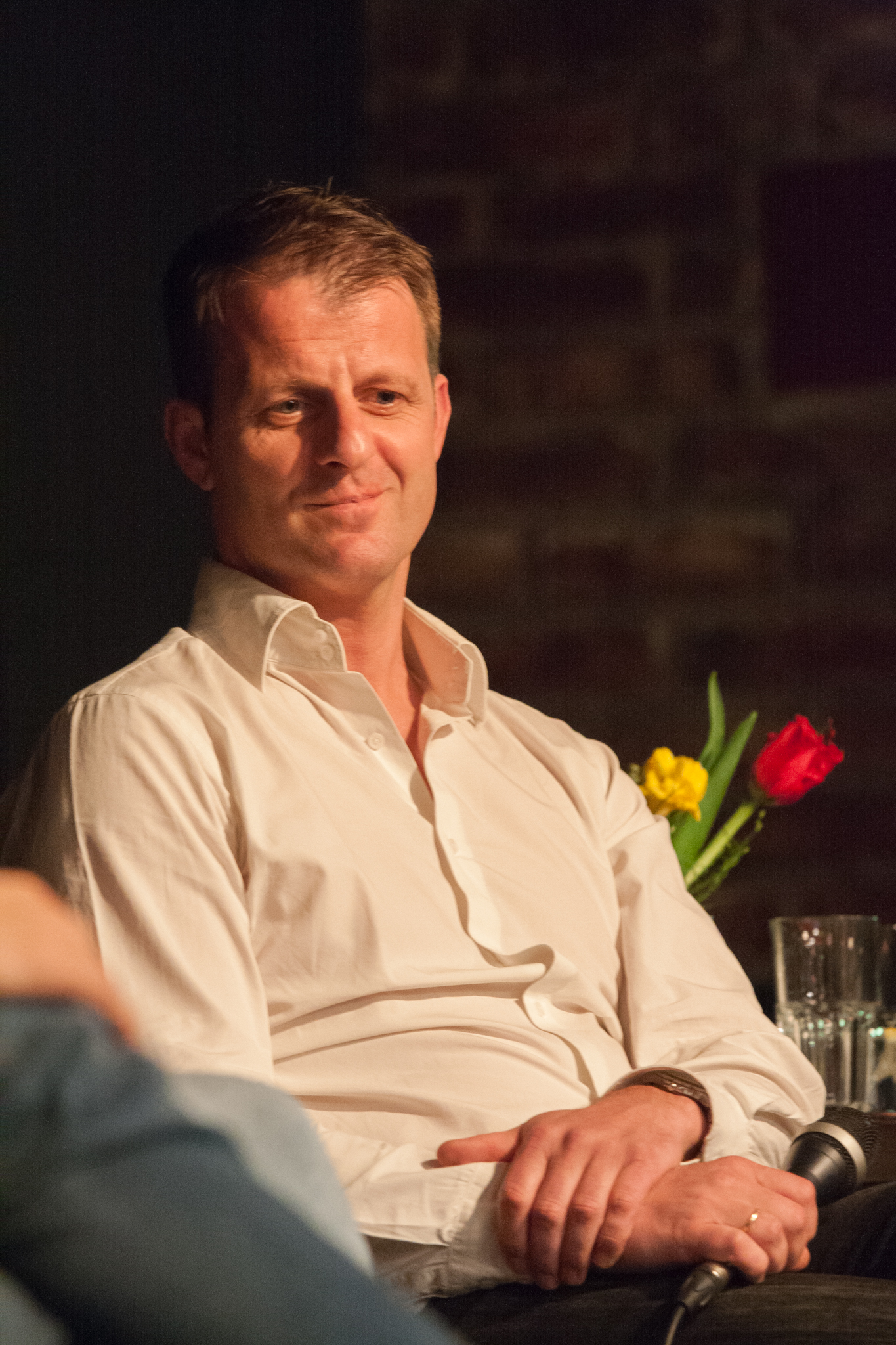
Michael Fleischhacker (2016)

Michael Fleischhacker (* 26. Mai 1969 in Friesach, Kärnten) ist ein österreichischer Journalist und Fernsehmoderator.

## Beruflicher Werdegang
Fleischhacker wuchs in Sankt Lambrecht in der Steiermark auf, maturierte am Stiftsgymnasium Admont und studierte in Graz Theologie, klassische Philologie und Germanistik, wobei er diese Studiengänge nicht abschloss. Seine journalistische Karriere begann Fleischhacker im April 1991 bei der Kleinen Zeitung, wo er zunächst als Redakteur im Ressort Außenpolitik tätig war. 1994 wurde er Redakteur in der Chefredaktion, von 1995 bis 1997 Chef vom Dienst und ab 1998/99 stellvertretender Chefredakteur des Blatts. Ab dem Jahr 1998 war er zudem als Verlagsleiter mit den Bereichen Strategieentwicklung und Neue Medien beauftragt.
Im Jahr 2000 wechselte Michael Fleischhacker zur Wiener Tageszeitung Der Standard, wo er bis 2001 Chef vom Dienst war. Ab 2002 war er in der Folge bei der Tageszeitung Die Presse tätig und von September 2004 bis Oktober 2012 deren Chefredakteur und Geschäftsführer. Im Oktober 2012 schied er als Presse-Chefredakteur aus und wurde zunächst freier Journalist mit regelmäßigen Kolumnen in mehreren österreichischen Publikationen.
Im Juli 2014 stieß Fleischhacker als Fernseh-Moderator zum Team von Talk im Hangar-7 des österreichischen Privatsenders ServusTV.
Ab Mitte 2014 war Fleischhacker bei der NZZ Österreich, wo er zunächst für den Aufbau eines Online-Angebots für den österreichischen Markt verantwortlich und anschließend als Chefredakteur und Co-Geschäftsführer des entstandenen Digitalmediums tätig war. Mit November 2016 zog sich Fleischhacker als Chefredakteur des Mediums zurück, um sich künftig stärker auf das Schreiben und Moderieren zu konzentrieren und zudem seine neue Tätigkeit als nunmehr alleiniger Gastgeber bei Talk im Hangar 7 besser wahrnehmen zu können. NZZ.at selbst wurde am 30. April 2017 eingestellt.
Ab April 2017 war Michael Fleischhacker gemeinsam mit Niko Alm Geschäftsführer der Quo Vadis Veritas Redaktions GmbH (QVV), eines Unternehmens der gemeinnützigen Quo Vadis Veritas Privatstiftung von Dietrich Mateschitz. Fleischhacker übernahm dabei den Aufbau der journalistischen Organisation. Im September 2017 stellte QVV die Rechercheplattform Addendum vor, deren Chefredakteur und Herausgeber Fleischhacker wurde. Ab März 2019 moderierte er abwechselnd mit Gundula Geiginger bei ServusTV auch das maßgeblich von Addendum mitgestaltete Magazin Factum. Nach drei Monaten wurde das Magazin bereits eingestellt. Fleischhacker begründete dies damit, dass man bezüglich der inhaltlichen Ausrichtung und den Qualitätsansprüchen zu optimistisch gewesen sei. 2020 wurde auch Addendum geschlossen.

## Privatleben
Michael Fleischhacker war zweimal verheiratet und ist Vater von fünf Kindern. Im Jänner 2024 heiratete er die österreichische Schriftstellerin Valerie Fritsch.

## Publikationen
- Corona. Chronologie einer Entgleisung. Edition QVV, 2020, ISBN 978-3-903925-01-4.
- Die Zeitung. Ein Nachruf. Brandstätter Verlag, 2014, ISBN 978-3-85033-655-0.[13]
- Politikerbeschimpfung. Das Ende der 2. Republik. Ecowin Verlag, 2008, ISBN 978-3-902404-63-3.
- Der Schutz des Menschen vor sich selbst. Eine Ethik zum Leben. Verlag Styria, 2002, ISBN 3-222-12954-1.
- Wien, 4. Februar 2000 oder Die Wende zur Hysterie. Czernin Verlag, 2001, ISBN 3-7076-0112-9.
- Johannes Paul II. – der Wasserträger Gottes. Verlag Styria, 1998, ISBN 3-222-13004-3.